# Сефро
Сѐфро (на италиански: Dicomano, на местен диалект Sìfru, Сифру) е село и община в Централна Италия, провинция Мачерата, регион Марке. Разположено е на 502 m надморска височина. Населението на общината е 446 души (към 2010 г.).